# ヌッチオ・ベルトーネ
ヌッチオ・ベルトーネ（Giuseppe Bertone、"Nuccio" と呼ばれる、1914年7月4日 - 1997年2月26日）は、イタリアのカーデザイナー、カロッツェリア経営者である。

## 概要
第2次世界大戦後、ヌッチオ・ベルトーネは父ジョバンニからカロッツェリア・ベルトーネを引き継ぎ、その小規模なビジネスを車体製造能力を持つ有力なデザイン会社へと育て上げた。フィアット、O.S.C.A.、マセラッティ、フェラーリのレーシングカーを製造した後、ベルトーネは1952年のトリノ・モーターショーで彼自身の最初の車である200台のMGを生産することに合意し、車両製造業へ移行した。同年のパリ・モーターショーの出品したアバルト・コンセプトで注目を集め、アルファロメオ・ディスコヴォランテのデザインを更新するデザイナーに選ばれた。これらの「BAT（Berlina Aerodinamica Technica）」と呼ばれる車はアルファロメオ・1900のシャーシを利用して造られた。
2年後のトリノ・モーターショーでベルトーネは最新のBATコンセプトや、その後アルファロメオの看板車種となるアルファロメオ・ジュリエッタ スプリントと共にダッジのシャーシを利用したストームZ （Storm Z）コンセプトを披露した。1960年代にベルトーネはフィアット 850スパイダー、フィアット ディノ、シムカ1200S クーペ、アルファロメオ・モントリオールやランボルギーニを含む31,000台以上を製造した。ベルトーネの第100作目は1965年のニューヨーク国際オートショーで披露されたオートモビル・クォータリー（Automobile Quarterly）誌の依頼で製造した特別製のフォード・マスタングであった。
フィアット 850が披露された席で、ベルトーネはこう言った。
「我々の役割は、スタリングのトレンドを盛り込んだ車体を生み出し、試作車を造り、デザインと生産方法と生産工具を発展させることだ。自ずと生み出されるものは高品質なものになる。」
ベルトーネがデザインしたフェラーリは、フェラーリ社の革新的な出発点でありライバルのピニンファリーナの怒りを引き起こした。ベルトーネの2台の25OGT クーペは論争の種になる1970年代のディーノ・208/308GT4の唯一の予兆であった。